# Hapjeong-dong
Hapjeong-dong (koreanska: 합정동) är en stadsdel i stadsdistriktet Mapo-gu i Sydkoreas huvudstad Seoul.